# Factor 5
Factor 5 ist eine deutsche und später US-amerikanische Firma, die über zwei Jahrzehnte Computer- und Videospiele entwickelte. Sie entstand aus der Hacker-Gruppe The Light Circle und wurde 1987 in Köln als kleines Entwicklungsstudio für Computerspiele gegründet. Nach mehr als 20 Jahren ging das Unternehmen schließlich im Frühjahr 2009 in die Insolvenz, die noch bestehende deutsche Zweigniederlassung wurde 2010 ebenfalls geschlossen. Im März 2017 gab der langjährige Chef der Firma Julian Eggebrecht bekannt, dass Factor 5 als GmbH wiedergegründet worden sei.

## Unternehmensgeschichte

### Gründung in Köln
Die 5 im Namen rührt von der Anzahl der Mitglieder während der ersten Jahre her, in frühen Softwaredemos tauchte noch die Bezeichnung Factor 3 auf. Intern nannten sich die Firmengründer auch gerne in Anspielung auf die Enid-Blyton-Bücher die Fünf Freunde, weil sie auch freundschaftlich verbunden waren. 

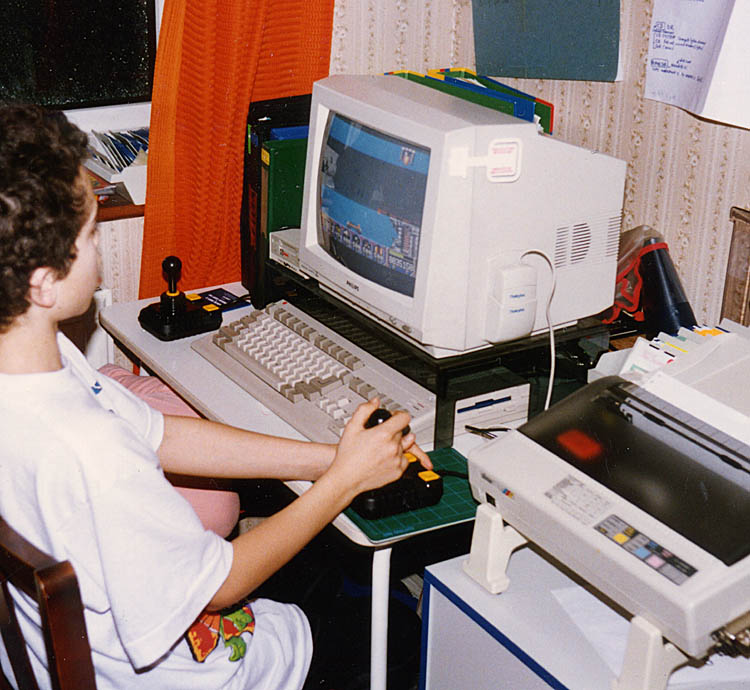
Fotografie eines jungen Amiga-Spielers aus England in den frühen 1990ern, welcher Factor 5s „Turrican“ spielt.

Das erste Spiel, die Amiga-Version von Manfred Trenz’ Katakis, war dem Arcadespiel R-Type so ähnlich, dass es zu rechtlichen Auseinandersetzungen mit Irem kam. Dies führte dazu, dass mehrere Katakis-Versionen auf den Markt kamen und, dank einer Einigung der beiden Parteien, Factor 5 die Konvertierung von R-Type auf den Amiga durchführte. Kultstatus erlangte Factor 5 durch die Entwicklung der 16-Bit-Versionen des C64-Spiels Turrican.
Nach Turrican 2 konzentrierte sich Factor 5 auf die Entwicklung von Konsolenspielen und arbeitete eng mit LucasArts und Nintendo zusammen, was zu der Entwicklung der Videospielreihe Star Wars: Rogue Squadron für das Nintendo 64 und den Nintendo GameCube führte.

### Verlagerung in die USA

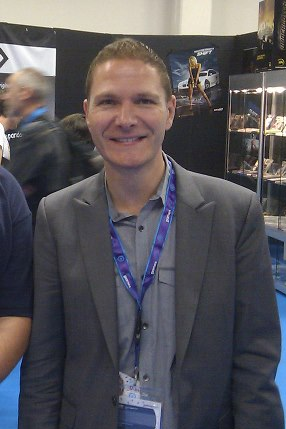
Julian Eggebrecht auf der Gamescom 2012

1997 verlegte Factor 5 mit der Gründung der Factor 5, LLC seine Entwicklungstätigkeit in die USA, einerseits um besser mit LucasArts zusammenarbeiten zu können, aber auch wegen der „arrogante(n) Missachtung der Deutschen gegenüber dieser Art von Entertainment“ (Zitat Factor-5-Chef Julian Eggebrecht).
Der neue Hauptsitz der Firma befand sich in San Rafael, USA, einem Vorort von San Francisco in der Nähe des bekannten Silicon Valley. In Köln, dem früheren Hauptsitz der Firma, existierte weiterhin eine Zweigniederlassung als Repräsentanz für den europäischen Markt.
Neben der Produktion von Spielen für Amiga, PC und diverse Konsolen trat Factor 5 auch als Produzent des ersten Albums von Chris Hülsbeck auf.
Das vorerst letzte Produkt des Unternehmens war das exklusiv für die PlayStation 3 entwickelte Lair, das zeitgleich mit dem Verkaufsstart der Sony-Konsole im Herbst 2007 erschien.

### Auflösung
Im Dezember 2008 entließ Factor 5 37 Mitarbeiter, was der Hälfte der Gesamtbelegschaft entsprach. Im Mai 2009 wurde die Schließung der US-Sektion bekannt gegeben. Grund waren schwerwiegende Finanzprobleme. Ein Teil der Belegschaft um Studioinhaber Julian Eggebrecht gründete TouchFactor, ein Entwicklungsstudio für Social Games. Die deutsche Niederlassung war von der Insolvenz nicht betroffen, löste sich nach einem Gesellschafterbeschluss jedoch zum 31. Dezember 2010 auf.

### Wiedergründung
Im März 2017 erklärte Julian Eggebrecht, dass die Factor 5 GmbH wieder existiere und die Rechte an Turrican und an allen Spielen von Rainbow Arts erworben habe.